# Maenola braziliana
Maenola braziliana là một loài nhện trong họ Salticidae.
Loài này thuộc chi Maenola. Maenola braziliana được Ilka Maria Fernandes Soares & Hélio Ferraz de Almeida Camargo miêu tả năm 1948.